# 트루스 소셜
트루스 소셜(Truth Social, TRUTH Social)은 도널드 트럼프 전 미국 대통령이 2021년 10월에 설립한 미국 미디어 및 기술 회사인 트럼프 미디어 & 테크놀로지 그룹이 만든 대체 기술 소셜 미디어 플랫폼이다. 트위터 및 페이스북의 대안을 제공하기 위해 Parler, 갭 및 마스토돈과 경쟁하는 트위터 복제품으로 불린다.
이 서비스는 2022년 2월 21일에 시작되었다. 2022년 중반부터 트루스 소셜은 재정 및 규제 문제에 직면해 있다. 물리적 위협 및 폭력 선동이 포함된 콘텐츠를 금지하는 구글 정책 위반으로 인해 처음에는 구글 플레이에서 애플리케이션을 사용할 수 없었지만 선동 금지 정책 시행에 동의한 후 2022년 10월 구글 플레이에서 승인되었다.
2023년 3월 6일 현재 소셜 미디어 앱에 대한 애플의 앱 스토어 순위에서 101위를 차지했으며, 시밀러웹은 "뉴스 및 미디어 퍼블리셔" 카테고리에서 자사 웹사이트를 203위로 순위를 매겼으며 154위인 갭에 이어 팔러보다 앞섰다. 트럼프는 2023년 4월 개인 재무 공개에서 사이트의 가치가 500만 달러에서 2500만 달러 범위라고 추정했다.

## 같이 보기
- 소셜 네트워크 웹사이트 목록